# Ignace Bessi Dogbo
Ignace Bessi Dogbo (Niangon-Adjamé, 1961. augusztus 17. –) elefántcsontparti római katolikus pap, az Abidjani főegyházmegye érseke, bíboros. Korábban 2004 és 2021 között a Katiolai egyházmegye püspöke, 2021 és 2024 között pedig a Korhogoi főegyházmegye érseke volt, ahol 2017-től apostoli kormányzóként szolgált.

## Életrajz
Ignace Bessi Dogbo 1961. augusztus 17-én született Niangon-Adjaméban, Abidjan körzetében. 1987. augusztus 2-án szentelte pappá Laurent Akran Mandjo, a Yopougoni egyházmegye püspöke, és két éven át plébánosi feladatokat látott el ebben az egyházmegyében. 1989-től kezdve négy évig a római Pápai Biblikus Intézetben tanult és exegézisből szerzett diplomát. Visszatérve Yopougonba, 1993-tól 1995-ig a Pápai Missziós Társaságok igazgatója, majd 1995-től 1997-ig az egyházmegye általános helynöke volt. 1997-ben kinevezték a yopougoni Saint-André székesegyház plébánosává. 1997-tól 1997-ig a biblikus nyelvek professzora volt az Abidjan Kouté-i (Songon) Szent Pál Nagyszemináriumban, valamint a Fiatal Keresztény Diákok egyházmegyei lelki segítője.
II. János Pál pápa 2004. május 12-én nevezte ki a Katiola egyházmegye püspökévé. 2004. július 4-én szentelte püspökké Mandjo püspök és július 10-én iktatták be.
2015 októberében az elefántcsontparti püspökök választott képviselőjeként részt vett a püspöki szinóduson a Vatikánban.
2017-ben a Korhogoi főegyházmegye apostoli kormányzója lett. Ferenc pápa 2021. január 3-án kinevezte a főegyházmegye érsekévé.
2017-től 2023 júniusáig az Elefántcsontparti Katolikus Püspöki Konferencia elnöke volt.
Ferenc pápa 2024. május 20-án Bessi Dogbót az Abidjani főegyházmegye érsekévé nevezte ki. Beiktatására augusztus 3-án került sor az abidjani Szent Pál-székesegyházban.
2024. október 6-án Ferenc pápa bejelentette, hogy december 8-án bíborossá kívánja kinevezni Bessi Dogbót, ezt az időpontot később december 7-re módosították.
A 2024. december 7-i konzisztóriumon bíborossá kreálta a pápa, címtemplomául pedig a Santi Mario e Compagni Martiri-templomot jelölte ki.